# كوتشران (كندا)
كوتشران هي مدينة، في كندا، تقع في Cochrane District ‏، بلغ عدد سكانها 5,321  نسمة وذلك حسب إحصائيات سنة 2016، تبلغ مساحتها 539.12 كيلومتر مربع.

## الموقع
تشترك في الحدود مع:
- Unorganized North Cochrane District [الإنجليزية]‏.

## المناخ
يظهر الجدول التالي التغييرات المناخية على مدار السنة لكوتشران:
| البيانات المناخية لـكوتشران       | البيانات المناخية لـكوتشران | البيانات المناخية لـكوتشران | البيانات المناخية لـكوتشران | البيانات المناخية لـكوتشران | البيانات المناخية لـكوتشران | البيانات المناخية لـكوتشران | البيانات المناخية لـكوتشران | البيانات المناخية لـكوتشران | البيانات المناخية لـكوتشران | البيانات المناخية لـكوتشران | البيانات المناخية لـكوتشران | البيانات المناخية لـكوتشران | البيانات المناخية لـكوتشران |
| الشهر                             | يناير                       | فبراير                      | مارس                        | أبريل                       | مايو                        | يونيو                       | يوليو                       | أغسطس                       | سبتمبر                      | أكتوبر                      | نوفمبر                      | ديسمبر                      | المعدل السنوي               |
| --------------------------------- | --------------------------- | --------------------------- | --------------------------- | --------------------------- | --------------------------- | --------------------------- | --------------------------- | --------------------------- | --------------------------- | --------------------------- | --------------------------- | --------------------------- | --------------------------- |
| الدرجة القصوى °م (°ف)             | 7.2 (45.0)                  | 11.7 (53.1)                 | 20.0 (68.0)                 | 30.0 (86.0)                 | 33.9 (93.0)                 | 36.7 (98.1)                 | 37.2 (99.0)                 | 36.1 (97.0)                 | 35.0 (95.0)                 | 28.9 (84.0)                 | 20.0 (68.0)                 | 13.0 (55.4)                 | 37.2 (99.0)                 |
| متوسط درجة الحرارة الكبرى °م (°ف) | −12.1 (10.2)                | −8.9 (16.0)                 | −1.9 (28.6)                 | 7.4 (45.3)                  | 16.4 (61.5)                 | 21.1 (70.0)                 | 24.0 (75.2)                 | 22.3 (72.1)                 | 15.5 (59.9)                 | 8.2 (46.8)                  | −0.4 (31.3)                 | −9.4 (15.1)                 | 6.9 (44.4)                  |
| المتوسط اليومي °م (°ف)            | −18.4 (−1.1)                | −15.8 (3.6)                 | −8.9 (16.0)                 | 0.7 (33.3)                  | 9.2 (48.6)                  | 13.8 (56.8)                 | 16.8 (62.2)                 | 15.5 (59.9)                 | 9.9 (49.8)                  | 3.6 (38.5)                  | −4.5 (23.9)                 | −15 (5)                     | 0.6 (33.1)                  |
| متوسط درجة الحرارة الصغرى °م (°ف) | −24.7 (−12.5)               | −22.7 (−8.9)                | −15.9 (3.4)                 | −6.0 (21.2)                 | 2.0 (35.6)                  | 6.4 (43.5)                  | 9.5 (49.1)                  | 8.6 (47.5)                  | 4.3 (39.7)                  | −1.0 (30.2)                 | −8.5 (16.7)                 | −20.5 (−4.9)                | −5.7 (21.7)                 |
| أدنى درجة حرارة °م (°ف)           | −47.0 (−52.6)               | −45.6 (−50.1)               | −41.7 (−43.1)               | −31.1 (−24.0)               | −13.9 (7.0)                 | −6.7 (19.9)                 | −3.0 (26.6)                 | −2.8 (27.0)                 | −7.8 (18.0)                 | −16.0 (3.2)                 | −38.3 (−36.9)               | −45.6 (−50.1)               | −47.0 (−52.6)               |
| الهطول مم (إنش)                   | 72.3 (2.85)                 | 42.4 (1.67)                 | 58.3 (2.30)                 | 44.6 (1.76)                 | 73.2 (2.88)                 | 91.1 (3.59)                 | 90.1 (3.55)                 | 87.9 (3.46)                 | 109.0 (4.29)                | 77.8 (3.06)                 | 64.0 (2.52)                 | 69.3 (2.73)                 | 880.0 (34.65)               |
| معدل هطول الأمطار مم (إنش)        | 0.7 (0.03)                  | 1.3 (0.05)                  | 9.7 (0.38)                  | 26.3 (1.04)                 | 69.8 (2.75)                 | 90.5 (3.56)                 | 90.1 (3.55)                 | 87.9 (3.46)                 | 108.1 (4.26)                | 69.6 (2.74)                 | 25.1 (0.99)                 | 4.1 (0.16)                  | 583.2 (22.96)               |
| متوسط تساقط الثلوج سم (إنش)       | 71.6 (28.2)                 | 41.1 (16.2)                 | 48.6 (19.1)                 | 18.4 (7.2)                  | 3.5 (1.4)                   | 0.6 (0.2)                   | 0 (0)                       | 0 (0)                       | 0.9 (0.4)                   | 8.2 (3.2)                   | 38.9 (15.3)                 | 65.1 (25.6)                 | 296.8 (116.9)               |
| المصدر: Environment Canada        |                             |                             |                             |                             |                             |                             |                             |                             |                             |                             |                             |                             |                             |

## أعلام
- ديبورا إليس
- ألبرت فيكتور واترس
- تيم هورتون
- رالف ستيوارت